# 樂樂棒球

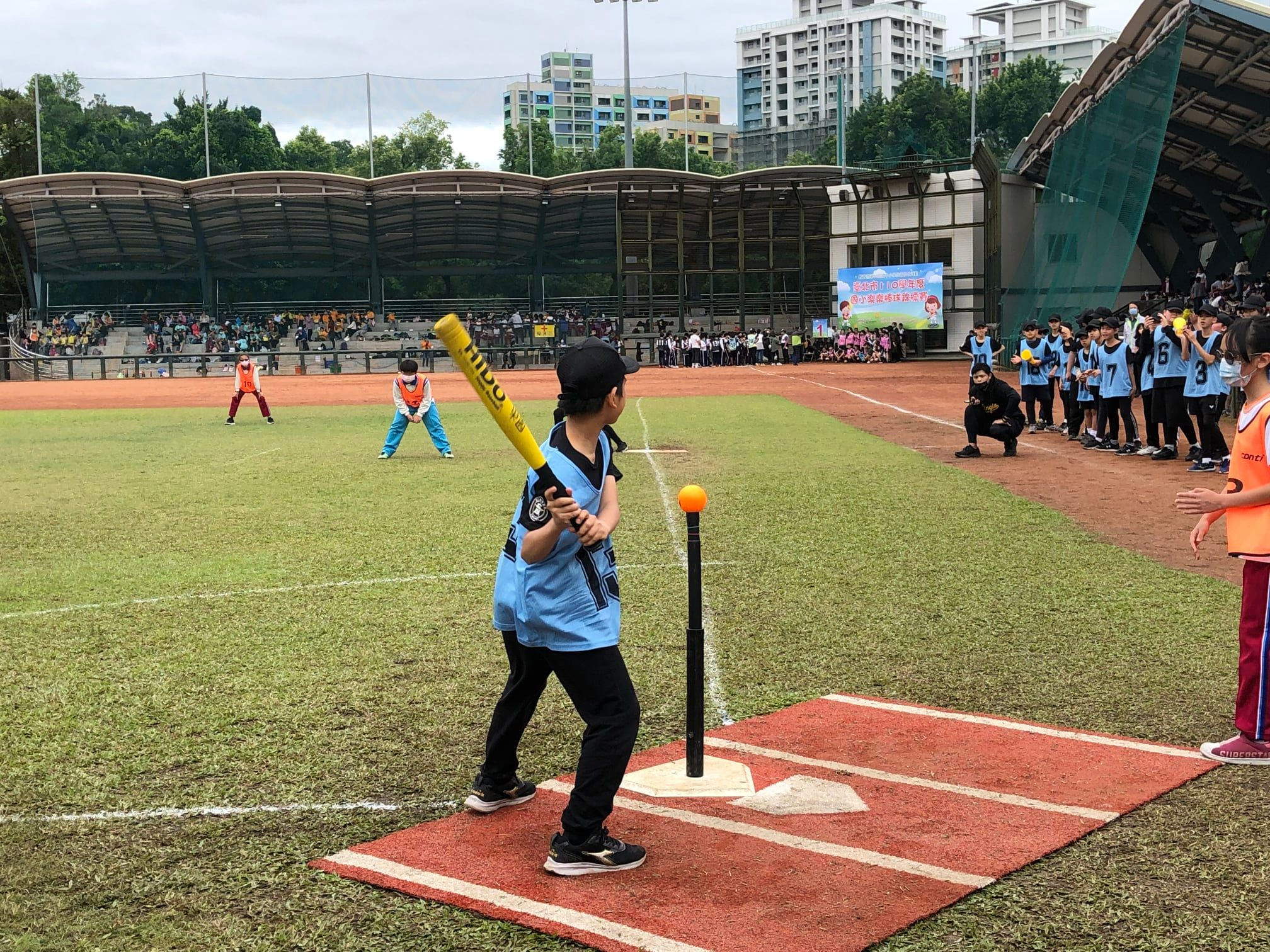
樂樂棒球的打擊手揮棒擊出放在打擊座支架上的球。

樂樂棒球（happy baseball, tee-ball），是一種棒球類的體育運動，使用特定的泡棉製球棒與PU材質棒球，球不由投手投出而是置於打擊座支架上，由打擊手揮棒擊球。樂樂棒球有打的遠、打不破玻璃、被打到也不會受傷的特點，具備「器材安全、場地不受限、人人可上場、多樣式玩法、選擇性賽制、樂趣化教學，以及男女老少咸宜」的特性，一般校園或體育館都可以玩，既安全又不佔地方，非常適合都會中小型操場的學校活動。

## 歷史
樂樂棒球源自於美國，發明於1950年代，後來散播至各國，如今能在中國、香港或其他國家見到樂樂棒球的存在。

## 規則說明
以下簡介初級版重要的特殊規則，其它與標準棒球規則相同。

### 打擊和跑壘規定
全部採用打擊座比賽。
1、正式比賽打3局初級版打四局，每局採1-9棒打完1輪，不限3出局。有兩隊第三局，從兩隊中挑最優秀的九個。
2、先發9名球員可再上場一次，打擊順序不可變動。
3、不可採用觸擊或違規擊球，違者計好球一個。
4、擊出之球未超過場內5公尺線屬界外球，計好球一個。
5、揮空棒或擊成界外球，好球。
6、甩棒結果照算不判出局，但要警告再甩棒需強制換人。
7、進攻隊衝壘須踩橘色安全壘板，守備隊踩白色壘板。
8、每個壘位均可衝壘，但不可滑壘，滑壘一律判出局。
9、跑壘員上壘後必須踩在壘板上，不可離壘或盜壘，等擊球員擊出球後才可離壘前進，違者判出局。
10、跑壘員跑向下一個壘位，踩到5公尺不可折返線，就須繼續向前，除非該壘位已有其他跑壘員則可退回。
11、當每一局的最後一棒造成出局時(視同棒球第三出局),即為死球比賽停止。該出局如果是被封殺狀態時，則三壘上跑壘員回本壘得分不算，記錄為三壘有殘壘。
12、次局開始前，上一局有殘壘之跑壘員需先站在殘壘位上。

### 防守規定
各隊須保持2位女生或男生在場上。
1、守方1至9號上場守備，換人時需由預備球員中更換。
2、投手需在9公尺以外防守，不限制站在投手板上。
3、擊球員揮擊前，守備員皆不可超過投手板趨前防守。
4、不可用觸殺，守備員一律以踩壘封殺出局，如果持球碰觸到跑壘員不判出局，為比賽進行中。
5、內野手不再抓跑壘員，將球傳回本壘或捕手時，壘上人員須回到已佔上之壘位，等下一棒揮擊後再前進。
6、每場比賽允許攻守雙方各暫停2次，每次1分鐘。

### 上壘與出局
1、3好球判出局，包括第3球為界外球（含內野無效球）。
2、守方對防守壘位傳球出場外時（爆傳），所有跑壘員加送一個壘位。
3、飛球被接殺時擊球員出局，即為死球比賽停止，壘上所有跑壘員須回到原來壘位（可踩白色壘板），等下一棒揮擊後再前進。

### 勝負判定
1、正式比賽打4局，得分多的隊伍獲勝。
2、若打滿3局相差 13分(含)以上，則裁定提前結束。
3、循環賽: 若兩隊戰績相同，則比兩隊對壘該場獲勝隊晉級，若三隊互有勝負戰績相同，則
(1)總得分÷(總得分+總失分)=商率，高者名次在前。
(2)總得分較多者。
(3)總失分較少者。
4、淘汰賽:三局上落後的隊伍總打席及殘壘位數已無法超越對手，則裁定提前結束。若雙方平手時，第3局之殘壘人數多者獲勝。
例:殘壘數3人勝2人；殘壘2人勝1人。若仍相同，則比壘位多者獲勝，若再相同，則由裁判主持猜銅板決定勝負。

### 器材規定
為樂樂棒球協會檢定合格，國中及成人組各壘距離為18公尺，其他規則都一樣。
1、球棒70公分長，外包PU泡棉，底部有防甩底座。
2、樂樂棒球為橘黃 PU發泡重 70公克.圓周 27公分。
3、打擊座為橡膠製白色本壘板上面裝兩節可伸縮管。
4、各壘 38x38x0.7 公分正方型橡膠製白橘雙併壘板。

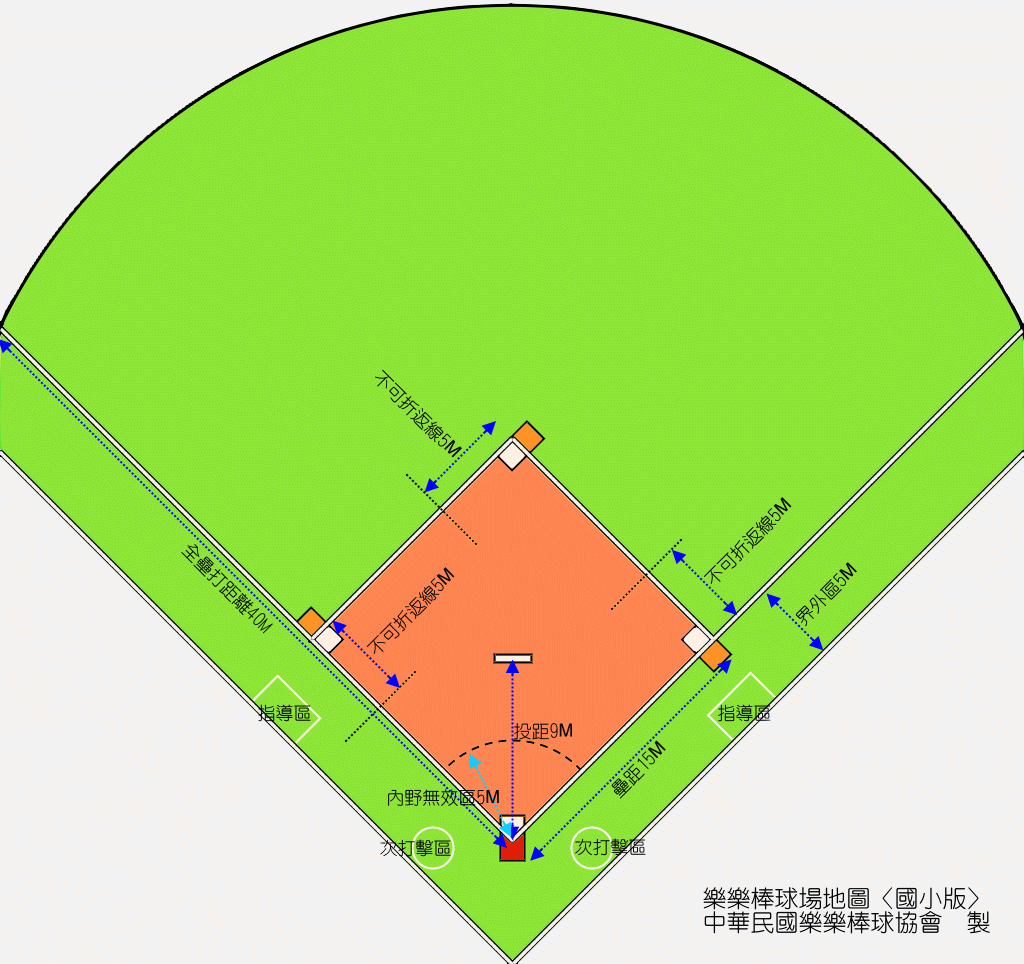
樂樂棒球場地圖

### 場地各項規定距離
| 適用對象   | 壘距 | 投距 | 全壘打 | 一三壘界外區 | 本壘前界外區 | 各壘不可折返線 |
| 國小組     | 15M  | 9M   | 40M    | 5M           | 5M           | 5M             |
| 國中及成人 | 18M  | 10M  | 50M    | 5M           | 5M           | 5M             |

- 單位：公尺(M)

## 其他變體
在樂樂棒的變體裡，並不強制用打擊座支架，有一位球投手，採3好5壞制。

### 14人制規則

通常此規則用於學校班際競賽，男女混合人數較多時才用。相較慢速壘球，14人制樂樂棒多了4名游外手(自由手)、1名游擊手，故加起來14人。

## 相關連結
- 中華民國樂樂棒球協會 （页面存档备份，存于）
- 中華民國樂樂棒球協會臉書 （页面存档备份，存于）
- 樂樂棒球在台灣棒球維基館上的頁面（繁體中文）